# 関原の森
関原の森（せきばらのもり）は、東京都足立区関原にある施設。廃園となった愛恵学園（あいけいがくえん）という幼稚園を、区がまちづくり用地として取得し、まちづくりの中で利用を検討し、それぞれ地区のニーズにあわせて整備を行った。地区のコミュニティの場としての“住区センター”、地区内でまちづくりに協力していただいた作業所を集約し、関原の地域産業の活性化とまちづくりの推進を図った“まちづくり工房館”、幼稚園舎をそのまま保全利用しながらまちづくりの情報発信、シンボル施設として “愛恵まちづくり記念館”、地区の様々なイベントや活動に対応していくための“光の広場”等が一つの敷地の中に整備されている
。

## 概要等
交通:東武伊勢崎線西新井駅・梅島駅、東京メトロ日比谷線北千住駅よりバス。
事業主体:足立区都市環境部まちづくり課、同建築部営繕課。
設計: L・A・U·都市施設研究所・公共施設研究所
施工:愛恵まちづくり記念館:奥村興業、渡喜建設、まちづくり工房館:似鳥工務店、本木·関原住区センター:小林工務店。規模·敷地面積: 0.54ha。建築面積: 0.14ha。工費:約11億円。工期: 1991年10月から1994年3月。
まちづくり工房館は、防音的な措置と設備を覆い隠す皮膜が設置されたバルコニーや屋根を持つ建物が、関原の建築の特徴となっている。「本木·関原住区センター」は、児童や老人も集えるコミュニティ施設。愛恵まちづくり記念館の西側の平屋部分はかつての乳幼児健康相談室。現在は改修されて、施設の貸出や利用の窓口となっている
。
1996年に手づくり郷土賞受賞。